# Bob Odenkirk
Robert John Odenkirk, detto Bob (Berwyn, 22 ottobre 1962), è un attore, comico, sceneggiatore e regista statunitense.
È noto soprattutto per aver interpretato l'avvocato Saul Goodman nella serie televisiva Breaking Bad e nel suo spin-off Better Call Saul, oltre ad aver recitato anche in The Larry Sanders Show e per aver co-ideato e co-interpretato il programma televisivo Mr. Show with Bob and David prodotto da HBO.
Negli anni ottanta e novanta ha lavorato come sceneggiatore per diversi programmi televisivi, tra cui Saturday Night Live, Late Night with Conan O'Brien, The Ben Stiller Show e The Dennis Miller Show. A metà degli anni novanta, Odenkirk e David Cross hanno ideato il programma televisivo a sketch Mr. Show, che è andato in onda per quattro stagioni ed è stato candidato a quattro premi Emmy. Nei primi anni duemila Odenkirk ha prodotto le serie televisive Tom Goes to the Mayor e Tim and Eric Awesome Show, Great Job!. Inoltre ha diretto tre film: Melvin Goes to Dinner (2003), Let's Go to Prison (2006) e I fratelli Solomon (2007).

## Biografia
Odenkirk è nato a Berwyn, Illinois, ed è cresciuto nella vicina Naperville. È uno dei sette figli di Barbara e Walter Odenkirk. È cresciuto in una famiglia cattolica. Walter Odenkirk ha lavorato nel settore della stampa. Odenkirk è per metà irlandese e per metà tedesco. I suoi genitori divorziarono. La battaglia di suo padre con l'alcolismo potrebbe aver influenzato la decisione di Bob di evitare l'alcol quasi completamente. Bob dirà più tardi che è cresciuto "odiando" Naperville, perché "sembrava un vicolo cieco, come ‘'Nowheresville'’. Non vedevo l'ora di trasferirmi in una città ed essere circondato da persone che facevano cose interessanti". Il padre di Bob Odenkirk morì di cancro alle ossa nel 1995.
Bob Odenkirk ha frequentato la Naperville North High School a Naperville e la Marquette University a Milwaukee, nel Wisconsin, poi si trasferì alla Southern Illinois University Carbondale a Carbondale, nell'Illinois, “affinando le sue abilità di scrittura di sketch e le sue abilità con live show sulle stazioni radio di entrambi i college”. Ha iniziato la sua incursione nella scrittura di commedie come un DJ radiofonico per la WIDB (Carbondale, Illinois), la sua radio studentesca locale alla Southern Illinois University Carbondale. Lavorò alla WIDB con il giornalista Greg Weindorf e l'uomo del traffic Matt “The Agitator” Helser ora famoso per Dirty Laundry Podcast.
Creò una commedia radiofonica di un'ora, qualche volta di un'ora e mezza, chiamata "The Prime Time Special" con molti personaggi ricorrenti. “Ci faceva spesso sbellicare dalle risate” ha detto il direttore della WIDB, Victor Lentini. Dopo tre anni di college, Odenkirk decise di provare a scrivere e a esercitarsi a Chicago. Inizialmente, studiando con Del Close, Odenkirk frequentò "The Players Workshop of the Second City", dove incontrò Robert Smigel, e i due iniziarono una collaborazione che durò per anni e portò Bob al Saturday Night Live.
Odenkirk affermò che la sua più grande influenza comica fu Monty Python's Flying Circus, dovuta soprattutto alla sua combinazione di umorismo semplice e cerebrale. Altre influenze includono la personalità radiofonica Steve Dahl, SCTV, Let's Get Small di Steve Martin, Woody Allen, The Credibility Gap e Bob and Ray. Visitò il Second City Theater di Chicago all'età di 14 anni. Suo fratello è lo scrittore di commedie Bill Odenkirk.

## Carriera

### Carriera televisiva

#### Saturday Night Live
Odenkirk è stato assunto come scrittore al Saturday Night Live nel 1987 e vi lavorò fino al 1991. Lavorando fianco a fianco di Robert Smigel e Conan O'Brien, Bob ha contribuito a molti sketch che crearono, ma si sentiva incerto dell'efficacia della sua scrittura allo show.  Ha recitato in diversi piccoli ruoli nello show, più visibilmente nel corso di una parodia commerciale del 1991 per Bad Idea Jeans.
Durante il suo ultimo anno al Saturday Night Live, lavorò al fianco di Adam Sandler, David Spade, Chris Rock, and Chris Farley, ma il suo desiderio di esibirsi gli ha fatto lasciare lo show. Ha attribuito al Saturday Night Live l'avergli insegnato molte lezioni sulla scrittura di sketch, grazie a scrittori più esperti come James Downey e Al Franken, così come i suoi amici Smigel e O'Brien. Quando il Saturday Night Live sì fermò per le vacanze del 1988, Odenkirk ritornò a Chicago per svolgere uno spettacolo con Smigel e O'Brien, intitolato Happy Happy Good Show. L'estate successiva sì esibì in un one-man show, Show-Acting Guy, diretto da Tom Gianas. Durante la sua pausa estiva finale, Bob scrisse e recitò nello show del Second City Mainstage, Flag Burning Permitted in Lobby Only. In quel particolare spettacolo, egli scrisse il personaggio "Matt Foley, Motivational Speaker", per Chris Farley, che sarà poi ripreso nel Saturday Night Live.

#### Vari lavori di scrittura e recitazione
Nel 1991, Odenkirk fu assunto per scrivere per lo show Get a Life, in cui fu protagonista l'ex allievo del Late Night with David Letterman Chris Elliott. Altri scrittori importanti dello show furono Adam Resnick e Charlie Kaufman. Lo show è stato di breve durata, e nel 1992, Odenkirk ha scritto brevemente per il The Dennis Miller Show.
L'amicizia di Odenkirk con Ben Stiller, con il quale ha diviso per breve tempo un ufficio al Saturday Night Live, ha portato Bob ad essere ingaggiato per il cast di The Ben Stiller Show nel 1992. Lavorando sia come scrittore che come attore nello show, Bob creò e fu protagonista del memorabile sketch "Manson Lassie", e aiutò lo show a vincere un Emmy Award per la scrittura. Tuttavia lo show era già stato cancellato nel momento in cui ha vinto il premio. Odenkirk è stato al servizio come scrittore al Late Night with Conan O'Brien della NBC per le prime due stagioni dello show. Odenkirk incontrò David Cross durante lo show di Ben Stiller; poco dopo i due hanno iniziato ad eseguire spettacoli di sketch dal vivo, che alla fine si sono evoluti nel Mr. Show with Bob and David.
Nel 1993, Odenkirk iniziò a ricoprire un ruolo ricorrente in The Larry Sanders Show come agente di Larry Sanders, Stevie Grant. Bob avrebbe continuato sporadicamente a interpretare il personaggio nel 1998. Nel 1993, inoltre, Odenkirk ebbe un breve ruolo di attore in Pappa e ciccia e in The Jackie Thomas Show di Tom Arnold.
Creato da Odenkirk e David Cross, Mr. Show fu trasmesso sulla HBO per quattro stagioni, per oltre 33 episodi. Lo show fu caratterizzato da alcuni comici nei primi anni delle loro carriere, tra cui Sarah Silverman, Paul F. Tompkins, Jack Black, Tom Kenny, Mary Lynn Rajskub, Brian Posehn e Scott Aukerman. Sebbene fosse candidato per diversi Emmy Awards per la scrittura e fosse generalmente ben voluto dalla critica, non si è mai creato un pubblico “cult” nella sempre più larga accettazione mainstream. Dopo Mr. Show, Bob e David e gli scrittori dello staff scrissero il film Run, Ronnie, Run. Il film era un'estensione di uno sketch della prima stagione dello show. Tuttavia, lo studio ha tolto il controllo della produzione da Cross e Odenkirk durante le fasi di montaggio, e i due ripudiarono il prodotto finale. 
Dopo Mr. Show, Odenkirk ha recitato in numerosi show televisivi e in alcuni film. Ha scritto e prodotto molti episodi TV piloti, tra cui The Big Wide World of Carl Laemke e David's Situation, ma nessuno è stato trasmesso o raccolto in una serie. Nel 2004, Odenkirk ricevette un pacchetto non richiesto che includeva il lavoro di Tim Heidecker e Eric Wareheim. Ispirato dalla loro voce unica, si è messo in contatto con loro e li aiutò a sviluppare uno show semi-animato per Adult Swim chiamato Tom Goes to the Mayor. Ha inoltre aiutato Tim ed Eric con lo sviluppo della loro seconda serie, Tim and Eric Awesome Show, Great Job!.
Bob ha avuto alcuni piccoli ruoli secondari in show televisivi, tra cui Dr. Katz, Professional Therapist, Seinfeld, NewsRadio, Just Shoot Me!, Joey, Curb Your Enthusiasm, Arrested Development - Ti presento i miei, Entourage, Weeds, e How I Met Your Mother. È apparso anche in Tutti amano Raymond interpretando Scott Preeman. Odenkirk è stato scelto anche per essere Michael Scott nell'episodio pilota di The Office ma la scelta originale dei produttori, Steve Carell, ritornò di nuovo disponibile e fu scelto al posto suo. Odenkirk è comunque comparso nella stagione finale di The Office interpretando un manager di Philadelphia che ricorda fortemente Michael Scott.

#### Il successo mondiale conBreaking Bad

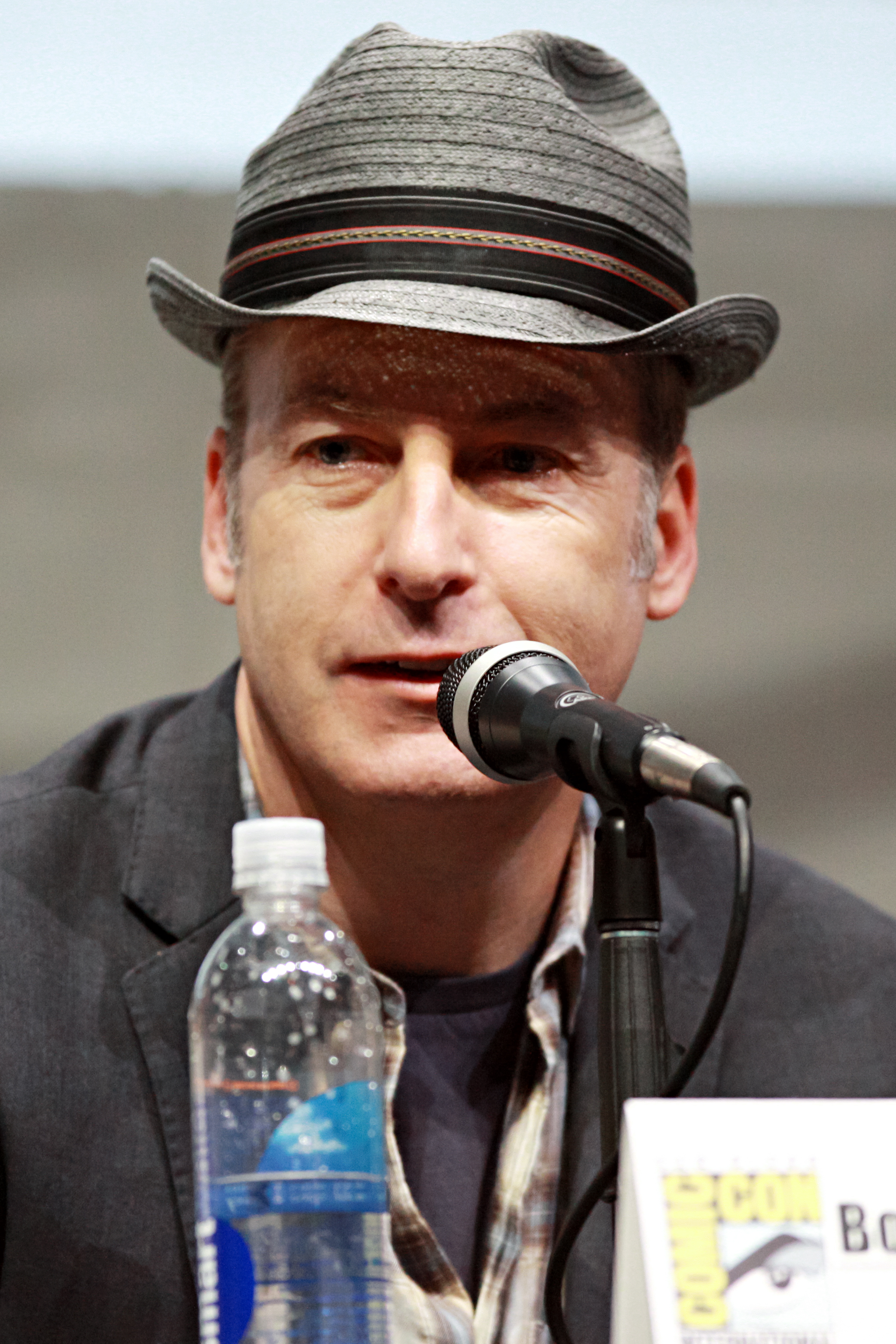
Bob Odenkirk al San Diego Comic-Con International 2013

Nel 2009, Odenkirk si è unito al cast di Breaking Bad dell'AMC interpretando l'avvocato Saul Goodman. È apparso come guest star in tre episodi della seconda stagione, e alla fine divenne un personaggio fisso della serie per le stagioni successive e rimase nello show fino alla stagione finale. L'11 settembre 2013 è stato annunciato che ha dato il via libera a una serie spin-off di Breaking Bad per il personaggio di Odenkirk Saul Goodman, un prequel che mostra Goodman prima che incontri Walter White. Lo show, Better Call Saul, consiste in episodi da un'ora ciascuno. Per questo ruolo è stato candidato tre volte ai Golden Globe, quattro volte agli Emmy Award ed una volta ai Screen Actors Guild Award.
Nel 2011, Odenkirk scrisse e sviluppò Let's Do This! per Adult Swim, interpretando il ruolo del protagonista Cal Mackenzie-Goldberg, un "magnate dei film a due bit e capo della Cal-Gold Pictures mentre conduce una collezione di sacrificati pazzi e affamati di fama a caccia di sogni hollywoodiani". L'episodio pilota può essere visto sul sito di Adult Swim.
Odenkirk fu il produttore esecutivo dello show di sketch comici The Birthday Boys nel quale recitò l'omonimo gruppo comico. Anche Odenkirk è apparso in questo show e ha diretto alcuni degli sketch presenti in esso. È stato trasmesso in anteprima su IFC il 18 ottobre 2013.
Nel 2014 è nel cast dell'acclamata serie TV Fargo, dove interpreta il capo della polizia Bill Oswalt.

### Ruoli cinematografici
I primi ruoli di Odenkirk nel cinema furono in film come Fusi di testa 2 - Waynestock, Il rompiscatole, Can't Stop Dancing e Monkeybone, anche se in ruoli marginali. Nel 2003, Odenkirk diresse Melvin Goes to Dinner e recitò anche nel ruolo di Keith. Il film ricevette recensioni positive dalla critica e vinse l'Audience Award al SXSW Film and Music Festival. È stato poi autoprodotto in cinque città, e successivamente distribuito in DVD. 
Odenkirk diresse più tardi Let's Go to Prison nel 2006, scritto da Tom Lennon e Ben Garant, famosi per The State e Reno 911. Let's Go to Prison vede come protagonista Will Arnett, come anche Dax Shepard e Chi McBride. Il film suscitò una reazione negativa da parte della critica e dal pubblico, e fu bombardato al box office. L'anno seguente Odenkirk diresse I fratelli Solomon, scritto da Will Forte. Il film presenta come protagonisti Forte, Will Arnett e Kristen Wiig. La pellicola è stata accolta con una reazione simile a quella di Let's Go to Prison ed è andato estremamente male al box office.
Dopo aver recitato in Breaking Bad, Odenkirk iniziò ad avere ruoli più importanti in film acclamati con successo dalla critica, come The Giant Mechanical Man, The Spectacular Now, che ricevette il Special Jury Award for Acting al Sundance Film Festival 2013, e il film diretto da Alexander Payne Nebraska, che fu candidato per la Palma d'oro al Festival di Cannes 2013. Odenkirk ha inoltre iniziato a essere protagonista nei film commedia, come Take Me Home Tonight, Ass Backwards, Dealin' with Idiots e Hell and Back. Odenkirk fu anche uno dei direttori dell'antologia dei film commedia del 2013 Comic Movie.
Nel 2015 partecipa al doppiaggio del film d'animazione Hell and Back.
Nel 2017 interpreta Benjamin "Ben" Bagdikian, redattore del Washington Post, nel film The Post diretto da Steven Spielberg e candidato come miglior film ai Premi Oscar. 
Nel 2019 interpreta il Sig. March nel film Piccole donne diretto da Greta Gerwig e nel 2021 è protagonista del film d'azione Io sono nessuno.
Nel 2025 recita a Broadway in Glengarry Glen Ross, che gli valse una candidatura al Tony Award al miglior attore non protagonista in un'opera teatrale.

## Vita privata
Dal 1997 Odenkirk è sposato con la produttrice cinematografica Naomi Yomtov. La coppia ha due figli, Nathan William (nato il 3 dicembre 1998) e Erin Jane (nata il 24 novembre 2000).
Il 28 luglio 2021, durante le riprese della sesta ed ultima stagione di Better Call Saul, Odenkirk collassa improvvisamente sul set a causa di un malore e viene ricoverato d'urgenza; il giorno successivo viene comunicato che si è trattato di un problema cardiaco.

## Filmografia

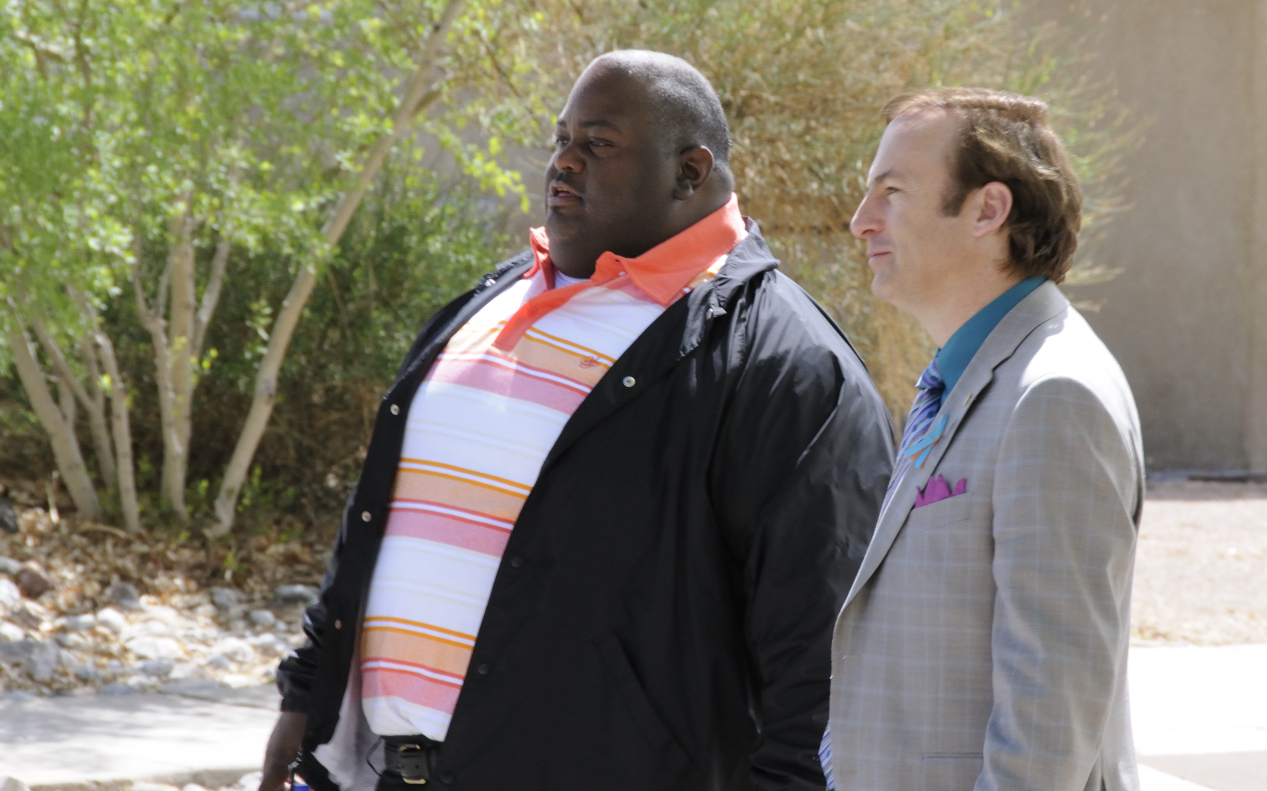
Lavell Crawford e Bob Odenkirk durante le riprese della quarta stagione di Breaking Bad (2011)

### Attore

#### Cinema
- Fusi di testa 2 - Waynestock (Wayne's World 2), regia di Stephen Surjik (1993)
- Amnesia investigativa (Clean Slate), regia di Mick Jackson (1994)
- Un uomo in prestito (The Truth About Cats & Dogs), regia di Michael Lehmann (1996)
- Il rompiscatole (The Cable Guy), regia di Ben Stiller (1996)
- Sognando Broadway (Waiting for Guffman), regia di Christopher Guest (1996)
- Hacks, regia di Gary Rosen (1997)
- Can't Stop Dancing, regia di Stephen David e Ben Zook (1999)
- The Independent, regia di Stephen Kessler (2000)
- Monkeybone, regia di Henry Selick (2001)
- Run Ronnie Run, regia di Troy Miller (2002)
- Melvin Goes to Dinner, regia di Bob Odenkirk (2003)
- Sarah Silverman: Jesus Is Magic, regia di Liam Lynch (2005)
- My Big Fat Independent Movie, regia di Philip Zlotorynski (2005)
- Cake Boy, regia di Joe Escalante (2005)
- Danny Roane: First Time Director, regia di Andy Dick (2006)
- Relative Strangers - Aiuto! sono arrivati i miei (Relative Strangers), regia di Greg Glienna (2006)
- Let's Go to Prison - Un principiante in prigione (Let's Go to Prison), regia di Bob Odenkirk (2006)
- I fratelli Solomon (The Brothers Solomon), regia di Bob Odenkirk (2007)
- Operation: Endgame, regia di Fouad Mikati (2010)
- Son of Morning, regia di Yaniv Raz (2011)
- Take Me Home Tonight, regia di Michael Dowse (2011)
- Tim and Eric's Billion Dollar Movie, regia di Tim Heidecker e Eric Wareheim (2012)
- Comic Movie (Movie 43) di registi vari (2013)
- The Spectacular Now, regia di James Ponsoldt (2013)
- Nebraska, regia di Alexander Payne (2013)
- Dealin' With Idiots, regia di Jeff Garlin (2013)
- Boulevard, regia di Dito Montiel (2014)
- Scherzi della natura (Freaks of Nature), regia di Robbie Pickering (2015)
- La festa delle fidanzate (Girlfriend's Day), regia di Michael Stephenson (2017)
- The Disaster Artist, regia di James Franco (2017)
- The Post, regia di Steven Spielberg (2017)
- Non succede, ma se succede... (Long Shot), regia di Jonathan Levine (2019)
- Piccole donne (Little Women), regia di Greta Gerwig (2019)
- Dolemite Is My Name, regia di Craig Brewer (2019)
- Io sono nessuno (Nobody), regia di Ilya Naishuller (2021)
- Worlds Apart - Mondi lontani (Life Upside Down), regia di Cecilia Miniucchi (2023)
- Io sono nessuno 2 (Nobody 2), regia di Timo Tjahjanto (2025)

#### Televisione
- The Ben Stiller Show – serie TV, 13 episodi (1992-1993)
- The Jackie Thomas Show – serie TV, episodio 1x18 (1993)
- Pappa e ciccia (Roseanne) – serie TV, episodio 5x24 (1993)
- The Larry Sanders Show – serie TV, 11 episodi (1993-1998)
- Tom – serie TV, episodio 1x02 (1994)
- Seinfeld – serie TV, episodio 8x09 (1996)
- NewsRadio – serie TV, episodi 3x25-4x11 (1997-1998)
- Tutti amano Raymond (Everybody Loves Raymond) – serie TV, episodi 2x10-5x20 (1997-2001)
- Mr. Show and the Incredible, Fantastical News Report, regia di Troy Miller e John Moffitt – film TV (1998)
- Just Shoot Me! – serie TV, episodio 3x24 (1999)
- Una famiglia del terzo tipo (3rd Rock from the Sun) – serie TV, episodio 5x03 (1999)
- Curb Your Enthusiasm – serie TV, episodio 1x03 (2000)
- TV Funhouse – serie TV, episodio 1x08 (2001)
- Ed – serie TV, episodio 1x14 (2001)
- The Andy Dick Show – serie TV, episodio 2x02 (2001)
- Next!, regia di Keith Truesdell – film TV (2002)
- The Big Wide World of Carl Laemke, regia di Greg Mottola – film TV (2003)
- Perfetti... ma non troppo (Less Than Perfect) – serie TV, episodio 1x18 (2003)
- Arrested Development - Ti presento i miei (Arrested Development) – serie TV, episodio 1x06 (2003)
- Joey – serie TV, episodio 1x06 (2004)
- Derek and Simon: The Show – serie TV, episodi 1x03-1x11-1x13 (2007)
- The Sarah Silverman Program – serie TV, episodio 2x06 (2007)
- Tim and Eric Awesome Show, Great Job! – serie TV, 26 episodi (2007-2010)
- Mike Birbiglia's Secret Public Journal, regia di Rob Greenberg – film TV (2008)
- Weeds – serie TV, episodio 4x11 (2008)
- How I Met Your Mother – serie TV, 7 episodi (2008-2011)
- Breaking Bad – serie TV, 36 episodi (2009-2013)
- Le regole dell'amore (Rules of Engagement) – serie TV, episodio 3x01 (2009)
- Team Spitz, regia di Bill Martin e Mike Schiff – film TV (2010)
- Funny or Die Presents... – serie TV, episodio 1x12 (2010)
- Entourage – serie TV, episodi 7x08-7x09-7x10 (2010)
- Jon Benjamin Has a Van – serie TV, episodio 1x10 (2011)
- The Office – serie TV, episodio 9x16 (2012)
- Fargo – serie TV, 9 episodi (2014)
- Tim & Eric's Bedtime Stories – serie TV, episodio 1x02 (2014)
- Better Call Saul – serie TV, 63 episodi (2015-2022)
- W/ Bob & David – serie TV, 4 episodi (2015)
- Mom – serie TV,  episodio 8x12 (2020)
- Undone – serie TV, 16 episodi (2019-2022)
- Lucky Hank – serie TV (2023)
- The Bear – serie TV, episodio 2x06 (2023)

### Doppiatore
- Dr. Katz, Professional Therapist – serie animata, episodio 3x03 (1996)
- Il dottor Dolittle 2 (Dr. Dolittle 2), regia di Steve Carr (2001)
- Futurama – serie animata, episodio 4x10 (2003)
- Aqua Teen Hunger Force – serie animata, episodio 3x12 (2004)
- Tom Goes to the Mayor – serie animata, 21 episodi (2004-2006)
- Crank Yankers – serie animata, episodio 3x14 (2005)
- Freak Show – serie animata, episodi 1x01-1x05 (2006)
- The Goode Family – serie animata, episodio 1x02 (2009)
- Glenn Martin DDS – serie animata, episodio 1x02 (2009)
- American Dad! – serie animata, episodi 5x18-6x03 (2009)
- The Life & Times of Tim – serie animata, episodi 2x07-2x10 (2010)
- Hell and Back, regia di Tom Gianas e Ross Shuman (2015)
- Gli Incredibili 2 (Incredibles 2), regia di Brad Bird (2018)
- The People's Joker, regia di Vera Drew (2022)

### Sceneggiatore
- Get a Life – serie TV, 3 episodi (1991-1992)
- The Ben Stiller Show – serie TV, 12 episodi (1992-1993)
- Mr. Show with Bob and David – serie TV, 30 episodi (1995-1998)
- Tenacious D – serie TV, 6 episodi (1997-2000)
- Run Ronnie Run, regia di Troy Miller (2002)
- The Big Wide World of Carl Laemke, regia di Greg Mottola – film TV (2003)
- Tenacious D: The Complete Masterworks, regia di Tom Gianas e Spike Jonze (2003)
- Tom Goes to the Mayor – serie TV, 28 episodi (2004-2006)
- Let's Do This!, regia di Bob Odenkirk – film TV (2011)
- W/ Bob & David – serie TV, 4 episodi (2015)
- La festa delle fidanzate (Girlfriend's Day), regia di Michael Stephenson (2017)

### Regista
- Melvin Goes to Dinner (2003)
- Let's Go to Prison - Un principiante in prigione (Let's Go to Prison) (2006)
- Derek and Simon: The Show – serie TV, 13 episodi (2007)
- I fratelli Solomon (The Brothers Solomon) (2007)
- Let's Do This! – film TV (2011)
- Comic Movie (Movie 43) (2013)

### Produttore
- La festa delle fidanzate (Girlfriend's Day), regia di Michael Stephenson (2017)
- Io sono nessuno (Nobody), regia di Ilya Naishuller (2021)

## Riconoscimenti
- Golden Globe
  - 2016 – Candidatura al miglior attore in una serie drammatica per Better Call Saul
  - 2017 – Candidatura al miglior attore in una serie drammatica per Better Call Saul
  - 2018 – Candidatura al miglior attore in una serie drammatica per Better Call Saul
  - 2021 – Candidatura al miglior attore in una serie drammatica per Better Call Saul
  - 2023 – Candidatura al miglior attore in una serie drammatica per Better Call Saul
- Premio Emmy[25]
  - 1989 – Miglior sceneggiatura per un varietà per Saturday Night Live
  - 1991 – Candidatura alla miglior sceneggiatura per un varietà per Saturday Night Live
  - 1993 – Miglior sceneggiatura per un varietà per The Ben Stiller Show
  - 1998 – Candidatura alla miglior sceneggiatura per un varietà per Mr. Show with Bob and David
  - 1998 – Candidatura alle migliori musiche e testi originali per Mr. Show with Bob and David
  - 1999 – Candidatura alla miglior sceneggiatura per un varietà per Mr. Show with Bob and David
  - 2013 – Candidatura alla miglior serie animata per I Simpson
  - 2015 – Candidatura al miglior attore protagonista in una serie drammatica per Better Call Saul
  - 2015 – Candidatura alla miglior serie drammatica per Better Call Saul
  - 2016 – Candidatura alla miglior serie drammatica per Better Call Saul
  - 2016 – Candidatura al miglior attore protagonista in una serie drammatica per Better Call Saul
  - 2017 – Candidatura alla miglior serie drammatica per Better Call Saul
  - 2017 – Candidatura al miglior protagonista in una serie drammatica per Better Call Saul
  - 2019 – Candidatura alla miglior serie drammatica per Better Call Saul
  - 2019 – Candidatura al miglior protagonista in una serie drammatica per Better Call Saul
  - 2020 – Candidatura alla miglior serie drammatica per Better Call Saul
  - 2022 – Candidatura alla miglior serie drammatica per Better Call Saul
  - 2022 – Candidatura al miglior attore protagonista in una serie drammatica per Better Call Saul
  - 2023 – Candidatura al miglior attore protagonista in una serie drammatica per Better Call Saul
- Screen Actors Guild Awards
  - 2012 – Candidatura al miglior cast in una serie drammatica per Breaking Bad
  - 2013 – Candidatura al miglior cast in una serie drammatica per Breaking Bad
  - 2014 – Miglior cast in una serie drammatica per Breaking Bad
  - 2016 – Candidatura al miglior attore in una serie drammatica per Better Call Saul
- Tony Award
  - 2025 – Candidatura al miglior attore non protagonista in un'opera teatrale per Glengarry Glen Ross

## Doppiatori italiani
Nelle versioni in italiano delle opere in cui ha recitato, Bob Odenkirk è stato doppiato da:
- Franco Mannella in The Office, Nebraska, Boulevard, Non succede, ma se succede..., The Bear
- Pasquale Anselmo in Better Call Saul, Scherzi della natura, Io sono nessuno, Io sono nessuno 2
- Stefano Benassi in The Spectacular Now, Fargo, The Post
- Oliviero Corbetta in How I Met Your Mother (ep. 3x15), La festa delle fidanzate
- Sergio Lucchetti in Operation: Endgame, Piccole donne
- Luca Dal Fabbro in Dolemite Is My Name, Mom
- Gaetano Varcasia in Breaking Bad
- Simone Mori in Seinfeld
- Luciano Roffi in Perfetti... ma non troppo
- Carlo Scipioni in Le regole dell'amore
- Sergio Di Giulio in Tutti amano Raymond (ep. 2x10)
- Roberto Certomà in Tutti amano Raymond (ep. 5x20)
- Oliviero Dinelli in Arrested Development - Ti presento i miei
- Massimo Lodolo in Relative Strangers - Aiuto! sono arrivati i miei
- Ambrogio Colombo in Weeds
- Vittorio De Angelis ne Il rompiscatole
- Vladimiro Conti in Monkeybone
- Vittorio Guerrieri in Joey
- Alessandro D'Errico in How I Met Your Mother
- Massimo Lopez in The Disaster Artist
- Antonio Palumbo ne Il metodo Kominsky

Da doppiatore è sostituito da:
- Edoardo Nordio in Futurama
- Luca Graziani in Hell and Back
- Stefano Benassi ne Gli Incredibili 2
- Franco Mannella in Undone
- Luca Dal Fabbro in Chicago Party Aunt
- Federico Campaiola ne I Simpson